# Python brongersmai
Trăn cộc (Python brongersmai) là một loài rắn trong họ Pythonidae. Loài này được Stull mô tả khoa học đầu tiên năm 1938.
Trăn cộc được tìm thấy ở miền nam Thái Lan, quần đảo Sumatra, Java và Việt Nam .

## Hình ảnh

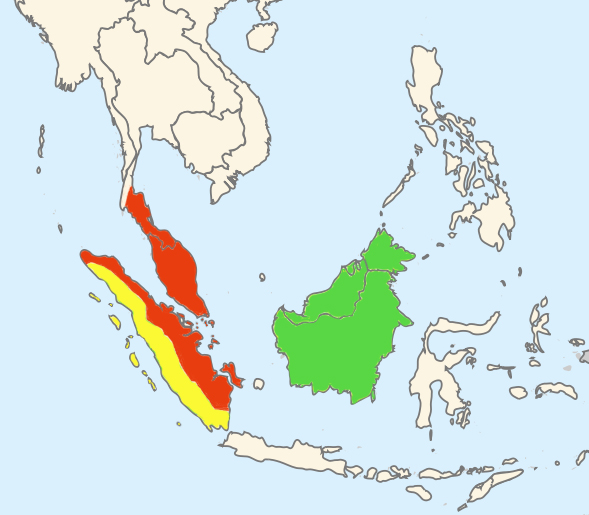
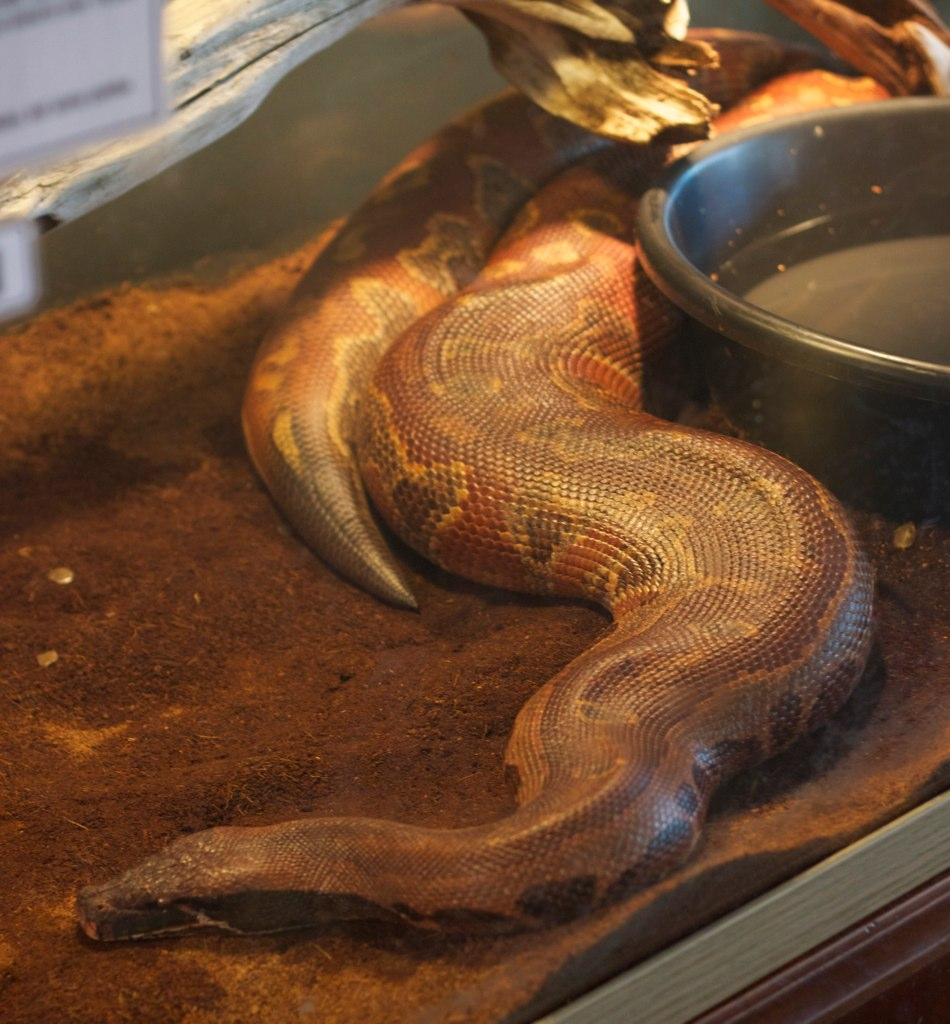
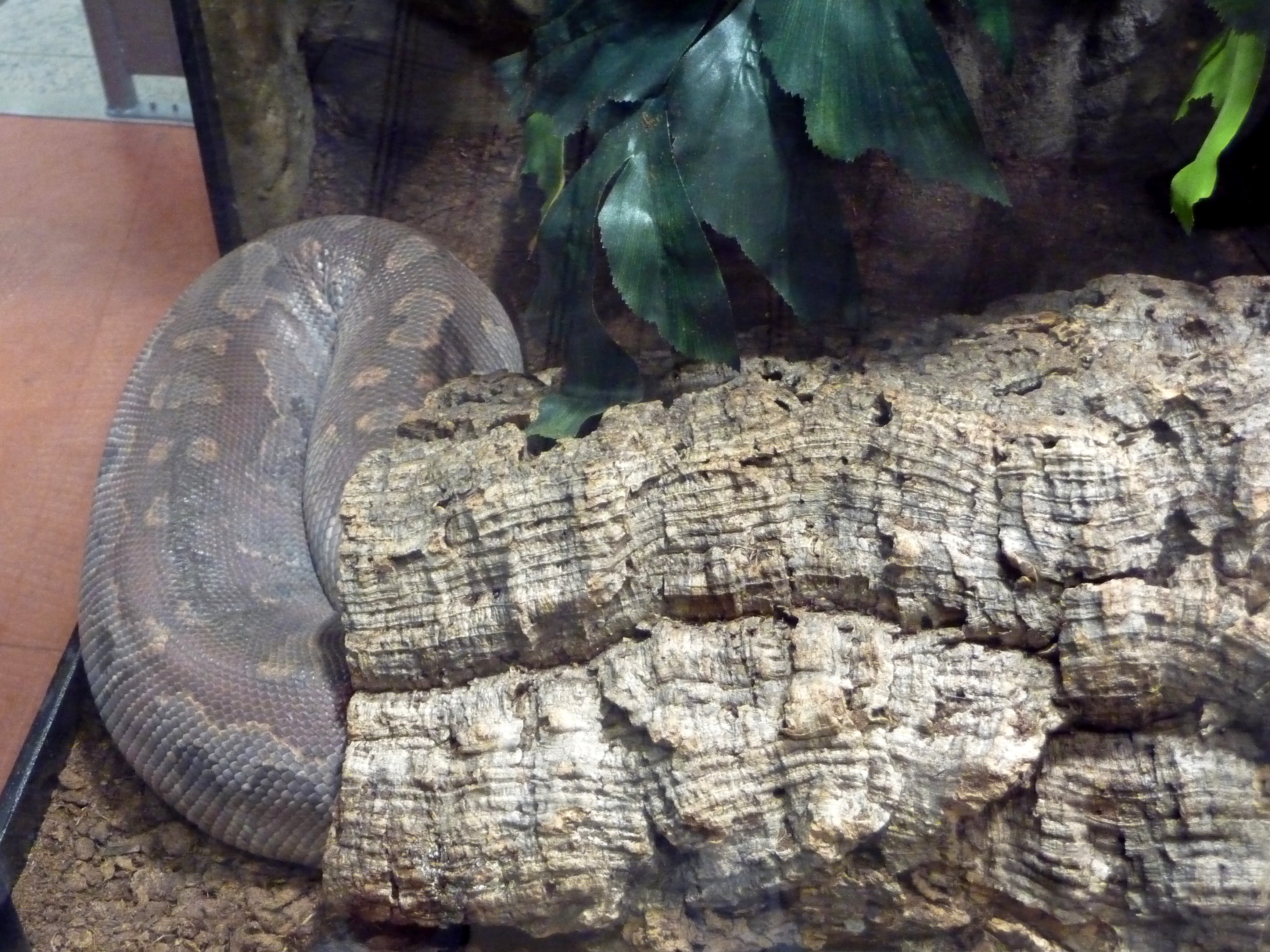